# آرثون
آرثون (به فرانسوی: Arthon) یک کمون در فرانسه است که در اندر واقع شده‌است. آرثون ۴۶٫۸ کیلومتر مربع مساحت و ۱٬۱۷۱ نفر جمعیت دارد و ۱۴۵ متر بالاتر از سطح دریا واقع شده‌است.